# Lijst van voetbalinterlands Cuba - Guyana
Deze lijst van voetbalinterlands is een overzicht van alle officiële voetbalwedstrijden tussen de nationale teams van Cuba en Guyana. De landen speelden tot op heden zes keer tegen elkaar. De eerste ontmoeting, een kwalificatiewedstrijd voor het Wereldkampioenschap voetbal 1982, vond plaats op 9 november 1980 in Havana. Het laatste duel, een groepswedstrijd tijdens de Caribbean Cup 2007, werd gespeeld op 18 januari 2007 in San Fernando (Trinidad en Tobago).

## Wedstrijden
| № | Plaats       | Datum            | Competitie                      | Wedstrijd     | Uitslag |
| - | ------------ | ---------------- | ------------------------------- | ------------- | ------- |
| 1 | Havana       | 9 november 1980  | WK 1982 kwalificatie            | Cuba – Guyana | 1 – 0   |
| 2 | Linden       | 30 november 1980 | WK 1982 kwalificatie            | Guyana − Cuba | 0 − 3   |
| 3 | Georgetown   | 20 januari 1985  | Vriendschappelijk               | Guyana − Cuba | 1 − 0   |
| 4 | Georgetown   | 27 januari 1985  | Vriendschappelijk               | Guyana − Cuba | 2 − 2   |
| 5 | Georgetown   | 8 april 2001     | Caribbean Cup 2001 kwalificatie | Guyana − Cuba | 0 − 3   |
| 6 | San Fernando | 18 januari 2007  | Caribbean Cup 2007              | Cuba − Guyana | 0 − 0   |

## Samenvatting
| Competitie                 | Totaal gespeeld | Winst Cuba | Gelijk | Winst Guyana | Doelsaldo Cuba – Guyana |
| -------------------------- | --------------- | ---------- | ------ | ------------ | ----------------------- |
| WK-kwalificatie            | 2               | 2          | 0      | 0            | 4 − 0                   |
| Caribbean Cup              | 1               | 0          | 1      | 0            | 0 − 0                   |
| Caribbean Cup-kwalificatie | 1               | 1          | 0      | 0            | 3 − 0                   |
| Vriendschappelijk          | 2               | 0          | 1      | 1            | 2 − 3                   |
| Totaal                     | 6               | 3          | 2      | 1            | 9 − 3                   |

Wedstrijden bepaald door strafschoppen worden, in lijn met de FIFA, als een gelijkspel gerekend.
AFC · A-internationals · Bondscoaches · Cubaans vrouwenelftal · Cuba U21 · Cuba U20 · Cuba U19 · Cuba U18 · Cuba U17
1920 – 1949 ·
1950 – 1969 ·
1970 – 1979 ·
1980 – 1989 ·
1990 – 1999 ·
2000 – 2009 ·
2010 – 2019 ·
2020 − 2029
WK 1938
OS 1976 ·
OS 1980
Albanië ·
Algerije ·
Angola ·
Antigua en Barbuda ·
Aruba ·
Bahama's ·
Barbados ·
Belize ·
Bermuda ·
Bolivia ·
Britse Maagdeneilanden ·
Bulgarije ·
Canada ·
Chili ·
China ·
Colombia ·
Costa Rica ·
Curaçao ·
DDR ·
Dominica ·
Dominicaanse Republiek ·
Ecuador ·
El Salvador ·
Ghana ·
Grenada ·
Guatemala ·
Guyana ·
Haïti ·
Honduras ·
Indonesië ·
Jamaica ·
Kaaimaneilanden ·
Kameroen ·
Mexico ·
Nicaragua ·
Nederlandse Antillen ·
Panama ·
Puerto Rico ·
Roemenië ·
Saint Kitts en Nevis ·
Saint Lucia ·
Saint Vincent en de Grenadines ·
Suriname ·
Trinidad en Tobago ·
Turks en Caicoseilanden ·
Uruguay ·
Venezuela ·
Verenigde Staten ·
Zuid-Korea ·
Zweden
GFF · A-internationals · Olympisch elftal · Guyaans vrouwenelftal
Amerikaanse Maagdeneilanden ·
Anguilla ·
Antigua en Barbuda ·
Aruba ·
Bahama's ·
Barbados ·
Belize ·
Bermuda ·
Bolivia ·
Cambodja ·
Costa Rica ·
Cuba ·
Dominica ·
Dominicaanse Republiek ·
El Salvador ·
Ethiopië · 
Grenada ·
Guatemala ·
Haïti ·
India ·
Indonesië ·
Jamaica ·
Kaaimaneilanden ·
Kaapverdië ·
Mexico ·
Montserrat ·
Nederlandse Antillen ·
Panama ·
Puerto Rico ·
Saint Kitts en Nevis ·
Saint Lucia ·
Saint Vincent en de Grenadines ·
Suriname ·
Trinidad en Tobago ·
Turks- en Caicoseilanden ·
Verenigde Staten